# 584 Semiramis
584 Semiramis
584 Semiramis là một tiểu hành tinh ở vành đai chính. Nó được A. Kopff phát hiện ngày 15.01.1906 ở Heidelberg và được đặt theo tên Semiramis, hoàng hậu Assyria